# Klarstand
Klarstand beschreibt im militärischen Sprachgebrauch den technischen Zustand und die Einsatzfähigkeit von technischen Geräten sowie Boden- und Luftfahrzeugen. Zusammen mit dem Gesamtbestand kann so der Unklarstand ermittelt werden, d. h. die Anzahl der nicht für den Einsatz tauglichen Geräte.
{\displaystyle Gesamtbestand-Klarstand=Unklarstand}
Der Klarstand zeigt den aktuell verfügbaren Bestand an Ressourcen für die Lösung von Aufgaben (Transport usw.) auf.
Beispiel: Zur Feststellung der Anzahl von einsatzfähigen Hubschraubern des Typs CH-53 für den Afghanistaneinsatz wird in einer kleinen Anfrage der Klarstand erfragt.